# Solanum aethiopicum
Solanum aethiopicum is een vruchtdragende plant die voornamelijk voorkomt in Azië en tropisch Afrika. Het is een populaire groente in Noordoost-India, en staat bekend als khamen akhaba in Manipur en samṭawk in Mizo. Ze worden Titay bii of gewoon bii genoemd in Darjeeling, Sikkim en Nepal en worden gegeten met vlees, vooral varkensvlees.

## Gebruik
De bladeren van Solanum aethiopicum worden gegeten als bladgroente en zijn eigenlijk voedzamer dan de vrucht.
De zeer variabele vrucht van de plant wordt zowel rauw als gekookt gegeten en wordt steeds populairder als gecultiveerd gewas. Deze vruchten worden meestal geoogst als ze nog groen zijn, voordat de schil dik wordt. De bitterheid hangt af van de hoeveelheid saponine die het bevat, sommige hebben een zoete smaak en andere zijn erg bitter. Als de bessen rijpen, worden ze helderrood door het hoge gehalte aan caroteen.
Solanum aethiopicum wordt in Azië als sierplant gebruikt.
In Nigeria gebruiken Igbo's het als vervanging voor kolanoot, vooral voor degenen die geen kolanoot willen kauwen. In dat geval wordt het gebruikt om gasten thuis te verwelkomen of voor de hervatting van een traditionele ceremonie.
Garden egg, zoals het algemeen bekend staat in Nigeria, wordt soms gebruikt om een saus op basis van tomaten te maken die gebruikt kan worden om yam te eten.